# گایک (استان اشوی‌داشکسیه)
گایک (به لهستانی: Gaik) یک منطقهٔ مسکونی در لهستان است که در گمینا جاووشتسه واقع شده‌است.